# Anna Elisabeth Berve-Glauning
Anna Elisabeth Berve-Glauning, geborene Glauning, (* 30. Juli 1910 in München; † 1987) war eine deutsche Althistorikerin und Übersetzerin.

## Leben
Anna Elisabeth Glauning war die Tochter des Bibliothekars Otto Glauning (1876–1941) und seiner Ehefrau Fanny, geb. Eggel (* 1871). Sie besuchte die Schule in München und Leipzig, wo ihr Vater Direktor der Universitätsbibliothek war. Im Sommersemester 1930 begann sie das Studium der Geschichte, Klassischen Archäologie, Latein, Germanistik und Philosophie an der Universität Leipzig. Dort wurde der Althistoriker Helmut Berve (1896–1979) ihr Lehrer, bei dem sie am 8. Dezember 1936 mit einer Arbeit über Die Anhängerschaft des Antonius und des Octavian promoviert wurde. Am 6. Februar 1943 heiratete sie ihren Lehrer Berve. Danach trat sie vor allem als Übersetzerin von wichtigen und mehrfach aufgelegten Werken der Altertumswissenschaft aus dem Englischen hervor.

## Veröffentlichungen (Auswahl)
- Die Anhängerschaft des Antonius und des Octavian. Noske, Borna-Leipzig 1936 (Dissertation, mit Lebenslauf).
- Augustus. In: Otto Glauning zum 60. Geburtstag. Festgabe aus Wissenschaft und Bibliothek. Leipzig 1936. Bd. 1, S. 54–60.
- Theodotos. In: Hans Vollmer (Hrsg.): Allgemeines Lexikon der Bildenden Künstler von der Antike bis zur Gegenwart. Begründet von Ulrich Thieme und Felix Becker. Band 32: Stephens–Theodotos. E. A. Seemann, Leipzig 1938, S. 600 (biblos.pk.edu.pl).
- Zoilos. In: Hans Vollmer (Hrsg.): Allgemeines Lexikon der Bildenden Künstler von der Antike bis zur Gegenwart. Begründet von Ulrich Thieme und Felix Becker. Band 36: Wilhelmy–Zyzywi. E. A. Seemann, Leipzig 1947, S. 547 (biblos.pk.edu.pl).

Übersetzungen
- Herbert Jennings Rose: Griechische Mythologie. Ein Handbuch. Beck, München 1955.
- Moses I. Finley: Die Welt des Odysseus. Wissenschaftliche Buchgesellschaft, Darmstadt 1968.